# ام‌دی‌ام بانک
ام‌دی‌ام بانک یا بانک ام‌دی‌ام (روسی: Московский Деловой Мир (МДМ-Банк, МДМ Банк)) به معنای «بانک جهانی تجارت مسکو» است، یک بانک تجاری سهامی روسی سابق و یکی از بزرگترین بانک‌های خصوصی روسیه است که در ابتدا در مسکو مستقر بود (۱۹۹۳–۲۰۰۹)، سپس با تغییر نام ادغام شد و به نووسیبیرسک منتقل شد (۲۰۰۹–۲۰۱۶) ام‌دی‌ام و اورسا تخمین زدند که ام‌دی‌ام بانک جدید دارای سرمایه ۲٫۵ میلیارد دلار و کل دارایی ۱۸٫۷ میلیارد دلار آمریکا خواهد بود، اگرچه در عمل این اعداد تا حدودی کمتر بود.

## تاریخچه

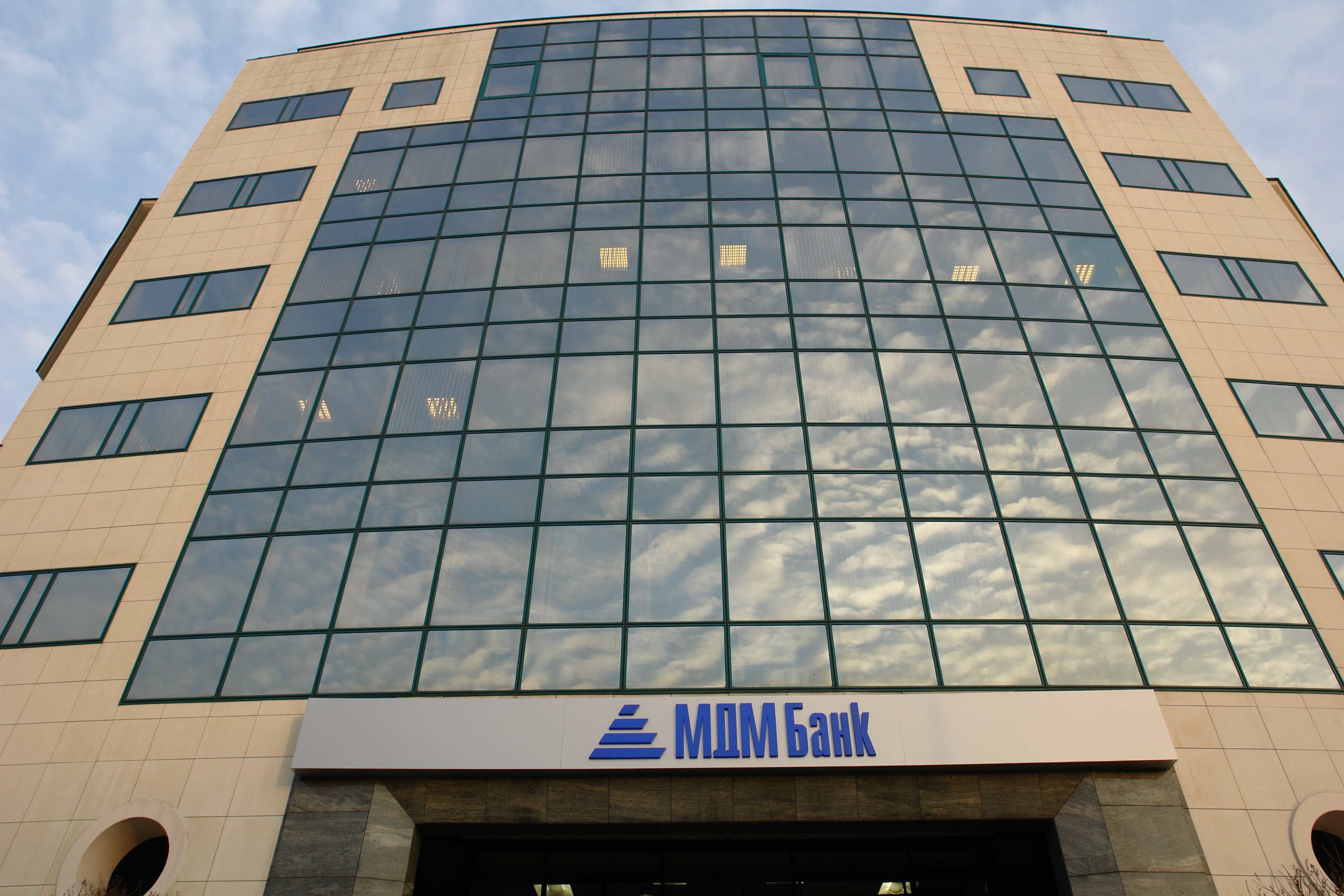
ام‌دی‌ام بانک اصلی سابق در مسکو، ۱۹۹۳–۲۰۰۹

بانک اصلی ام‌دی‌ام در دسامبر ۱۹۹۳ در مسکو تأسیس شد و دارای مجوز بانکداری عمومی صادر شده توسط بانک مرکزی روسیه است (مجوز شماره ۲۳۶۱ مورخ ۱۳ فوریه ۲۰۰۳، که با تلفیق با بانک تحت مجوز شماره ۳۲۳ بانک اورسا باطل خواهد شد). این بانک یکی از بالاترین رتبه‌های اعتباری را در بین بانک‌های خصوصی روسیه - استاندارد اند پورز (BB، پایدار)، فیچ ریتینگز (BB، پایدار) و مودیز (B1، منفی) - داشت و تنها سازمان مالی روسیه است که توسط استاندارد اند پورز (۶+) رتبه حاکمیت شرکتی عمومی را دریافت کرده‌است.
ایگور کیم، رئیس و سهامدار اورسا، مدیر عامل اجرایی بانک جدید در طول دوره انتقال بوده‌است. اولگ ویگین ریاست هیئت مدیره هلدینگ بانک را بر عهده دارد و ایگور کوزین، مدیرعامل سابق ام‌دی‌ام، مدیر اجرایی هلدینگ شرکت است.
در ۱۵ فوریه ۲۰۱۲، ام‌دی‌ام مجدداً کوزین را به عنوان مدیرعامل استخدام کرد.
بانک اورسا در سال ۱۹۹۰ با نام سیباکدام‌بانک توسط بخش سیبری آکادمی علوم روسیه تأسیس شد. در سال ۱۹۹۷ از یک بانک خصوصی به یک بانک سهامی تغییر ساختار داد. پس از یک سری ادغام با بانک‌های محلی سیبری، در سال ۲۰۰۶ سیباکدام‌بانک با یورالونشتوک‌بانک مستقر در یکاترینبورگ (تأسیس سال ۱۹۹۱) ادغام شد و نام جدید، اورسا بانک را به خود گرفت.
در سال ۲۰۱۶، ام‌دی‌ام با یک وام‌دهنده دیگر روسی، بی‌اندان بانک ادغام شد. این نهاد جدید اکنون در بین ۱۰ بانک برتر روسیه و پنج بانک برتر برای وام‌دهندگان خصوصی قرار دارد. در سال ۲۰۱۷، نهاد تازه ادغام شده نیازمند کمک مالی از سوی بانک مرکزی روسیه بود.